# Palazzo marchesale di Laterza
Il palazzo marchesale di Laterza è un complesso tardo rinascimentale sito nel centro storico di Laterza; di proprietà del comune, ospita il MUMA, museo della maiolica di Laterza.

## Storia
Il palazzo appartenne a due famiglie nobili: i D'Azzia, originari di Napoli, e i Pérez Navarrete, dalla Spagna.
Dal 1292 al 1463 il feudo di Laterza fece parte del principato di Taranto e si trovava spesso in lotta con i centri abitati vicini, in particolare Castellaneta e Matera: i feudatari fecero dunque costruire un castello difensivo, il cui nucleo originale risale al 1393, data leggibile su uno dei capitelli all'ingresso. 
Il feudo, dopo essere stato sotto il possesso di Matteo Crispano e Marino Brancaccio, conte di Noia, pervenne nel 1497 all'erede di quest'ultimo, il nipote Giovanni Berardino d'Azzia. Nel 1534 a Giovanni Berardino succedette il figlio Pietro Antonio. A quest'ultimo e al suo figlio e successore, Giovanni Battista I d'Azzia, si devono i lavori di rifacimento del palazzo.
In particolare Giovanni Battista decise di costruire sul vecchio castello l'attuale palazzo come sua residenza personale, lasciando come testimonianza dell'antico castello un tratto di fossato, le mura rivolte a nord e un cunicolo che conduceva dai sotterranei del castello alla gravina in caso di pericolo. Negli anni successivi il palazzo diventerà la residenza e il centro di potere prima dei D'Azzia e poi dei Pérez Navarrete, che controlleranno Laterza fino all'eversione della feudalità. 
Nel 1635 venne celebrato il matrimonio di Ippolita Albertini d'Azzia (1613-1681), figlia di Francesco Albertini e Aurelia d'Azzia, con il giurista spagnolo Antonio Pérez Navarrete (1600-1686). Aurelia d'Azzia divenne marchesa di Laterza in seguito alla donazione da parte del nipote Giovanni Battista III d'Azzia, privo di discendenza, nel 1655. Il feudo pervenne poi ad Ippolita per donazione fatta a suo beneficio dalla madre, sempre nel 1655. 
Dal matrimonio di Ippolita con Antonio Pérez Navarrete nacquero dieci figli. Il primogenito, Michele, premorto ai genitori nel 1664, ebbe tre figlie femmine. Alla morte di Ippolita Albertini d'Azzia le sarebbe succeduto quale marchese di Laterza il maggiore dei figli superstiti, Nicola o Nicolò Pérez Navarrete. Quest'ultimo sposò nel 1698 Anna Capece e prese parte alla congiura di Macchia. Venne aggregato al Sedile di Porto di Napoli nel 1709. Egli contribuì all'abbellimento del palazzo con un affresco nel cortile interno raffigurante Sant'Anna, in omaggio a sua moglie, Anna Capece. Dopo il 1806 il palazzo passerà in mano a vari privati fino ad essere ceduto nel 1986 al comune di Laterza, attuale proprietario.

## Descrizione
Il palazzo, costruito per la maggior parte in pietre grezze, ha due piani. La facciata est è quella principale e anche la più rimaneggiata. Quella a sud, ricca di motivi architettonici rinascimentali, conserva ancora un balcone delle stanze superiori, dal quale affacciandosi il marchese comunicava al popolo le decisioni prese. Sulla facciata a nord sono invece presenti delle finestre con inferriate, che servivano a dar luce alle prigioni del palazzo. Sulla facciata est sono presenti due porte e un portone che conducono rispettivamente al museo della maiolica di Laterza (MUMA), ad una sala adibita per conferenze e mostre chiamata "Cavallerizza" e al cortile interno, dove è possibile ammirare l'affresco di Sant'Anna e numerosi balconcini interni.